# Judy Geller
Judy Geller is een personage uit de Amerikaanse sitcom Friends. Ze is de moeder van Monica en Ross, de schoonmoeder van Rachel en Chandler en de vrouw van Jack. De rol werd van 1994 tot en met 2003 vertolkt door de Amerikaanse actrice Christina Pickles.

## Biografie
Judy maakt geregeld opmerkingen over Monica's liefdesleven en haar leven in het algemeen. Ze durft zelfs te vergeten dat haar dochter bestaat, dit gaat samen met het feit dat ze Ross extreem hard voortrekt op Monica. 
Net als Jack heeft Judy regelmatig kritiek op de vriendengroep, behalve op Ross. Enkel op zijn nogal hoog aantal huwelijken en bijhorende scheidingen durft ze weleens een opmerking geven. 

## Nominatie en prijs
Pickles was genomineerd voor de Primetime Emmy Award voor Outstanding Guest Actress in a Comedy Series voor haar verschijning in de aflevering The One Where Nana Dies Twice, in 1995. The Seattle Times plaatste Judy samen met Jack op de tweede plaats als best presterende gastacteur in 2004.
Bedenkers: Marta Kauffman · David Crane 

Friends: Rachel Green (Jennifer Aniston) · Monica Geller (Courteney Cox) · Ross Geller (David Schwimmer) · Phoebe Buffay (Lisa Kudrow) · Chandler Bing (Matthew Perry) · Joey Tribbiani (Matt LeBlanc)

Nevenpersonages: Gunther (James Michael Tyler) · Janice Litman-Goralnick (Maggie Wheeler) · Mike Hannigan (Paul Rudd) · Ben Geller (Cole Sprouse) · Jack Geller (Elliott Gould) · Judy Geller (Christina Pickles)

Titelsong: The Rembrandts - I'll Be There for You 

Spin-off: Joey (afleveringen)

Overig: Central Perk · gastrollen · afleveringen